# Marcel Nicolet
Pour les articles homonymes, voir Nicolet (homonymie).
Marcel Nicolet (né le 26 février 1912 à Basse-Bodeux, en Belgique et mort le 8 octobre 1996 à Uccle) est un météorologue et géophysicien belge qui, durant l'Année géophysique internationale 1957-1958, fut secrétaire général de cette organisation scientifique mondiale.

## Biographie
Il entre en 1934 à l’Institut royal météorologique de Belgique au service de prévision du temps. Après son doctorat 1937, il passe aux études de l’atmosphère supérieure dont résulte un livre au sujet de la structure de l’ionosphère paru en 1945 (voir « Publications ») et aussi une contribution au sujet de la propagation des ondes courtes   Après la Seconde Guerre mondiale il établit des contacts directs avec des collègues en Angleterre et aux États-Unis, en particulier avec l’équipe de l’université de Massachusetts à State College. Il produit plusieurs publications, entre autres ,.
Marcel Nicolet fut un promoteur fervent de l’Année géophysique internationale 1957/8 et fut élu comme secrétaire général de cette organisation scientifique importante, activité reconnue plus tard par le roi Baudouin de Belgique qui lui contribua le rang de baron en 1987. Les mérites de Marcel Nicolet ont été reconnus par plusieurs organisations scientifiques internationales,,,,

## Publications
- Marcel Nicolet, Contribution à l'étude de la structure de l'ionosphère, Bruxelles, Établissement d'imprimerie l'Avenir, coll. « Brussels. Institut royal météorologique de Belgique. Mémoires, 19 », 1945 (OCLC 22532473)